# Cybosia eborina
Cybosia eborina är en fjärilsart som beskrevs av Ignaz Schiffermüller 1776. Cybosia eborina ingår i släktet Cybosia och familjen björnspinnare. Inga underarter finns listade i Catalogue of Life.